# Peripsychoda cracenta
Peripsychoda cracenta és una espècie d'insecte dípter pertanyent a la família dels psicòdids.

## Descripció
- Mascle: ulls separats per 2,5 facetes de diàmetre; sutura interocular gairebé recta; vèrtex 2,5-3 vegades l'amplada del pont ocular; occipuci pla; front amb una àrea pilosa i triangular; antenes d'1,42-1,50 mm de llargària i amb l'escap 2,5 vegades la mida del pedicel; tòrax sense patagi; ales d'1,87-2,10 mm de longitud i 0,80-0,92 mm d'amplada i amb la vena subcostal fusionada amb la vena R1; fèmur més curt que la tíbia.
- Femella: similar al mascle, però amb els ulls separats per 3-4 facetes de diàmetre; el fèmur igual o més llarg que la tíbia; el lòbul apical de la placa subgenital rectangular i estret a la base; l'espermateca lleument reticulada; les antenes de 0,95-1 mm de llargària i les ales d'1,87-2 mm de llargada i 0,72-0,80 d'amplada.[3]

## Distribució geogràfica
És un endemisme de Nova Guinea.